# 波美拉尼亞公國
波美拉尼亞公國（波蘭語：Księstwo Pomorskie），是中世紀後期波罗的海南部海岸波美拉尼亞地區存在的一個公國，由格里芬家族統治。大多数时候，公国是由數位格里芬公爵共同统治。